# Elezioni parlamentari in Kazakistan del 2021
Le elezioni parlamentari in Kazakistan del 2021 si sono tenute il 10 gennaio. Questa è stata l'ottava elezione legislativa della storia del Kazakistan dalla sua indipendenza e la prima dal 2004 tenutasi alla data normalmente prevista, piuttosto che in anticipo a causa di uno scioglimento anticipato del Májilis.
Alle ore 18:00 del 10 dicembre 2020, la Commissione elettorale centrale (Osk) ha annunciato la registrazione di tutti i 312 candidati.

## Sistema elettorale
Il Májilis è composto da 107 seggi, di cui 98 eletti da un unico collegio elettorale nazionale a sistema proporzionale e i restanti 9 seggi eletti dall'Assemblea del Popolo. La soglia elettorale è fissata al 7%; nel caso in cui un solo partito superasse la soglia elettorale, al partito con il secondo maggior numero di voti verrebbero assegnati almeno due seggi.

## Risultati
| Liste                                           | Voti      | %     | +/- % | Seggi | +/- seggi |
| ----------------------------------------------- | --------- | ----- | ----- | ----- | --------- |
| Amanat                                          | 5 148 074 | 71,09 | 11,11 | 76    | 8         |
| Partito Democratico «Ak Žol» (Aq Jol)           | 792 828   | 10,95 | 3,77  | 12    | 5         |
| Partito Popolare del Kazakistan (QHP)           | 659 019   | 9,10  | 1,96  | 10    | 3         |
| Partito Patriottico Nazional-Democratico «Auyl» | 383 023   | 5,29  | 3,28  | -     | -         |
| Adal                                            | 258 618   | 3,57  | Nuovo | -     | -         |
| Membri eletti dallo scrutinio indiretto         | -         | -     | -     | 9     | -         |
| Totale                                          | 7 241 562 | 100   |       | 107   |           |
| Voti non validi e bianchi                       | 297 718   | 3,95  |       |       |           |
| Totale                                          | 7 539 280 |       |       |       |           |